# Un autre monde (1844)
Pour les articles homonymes, voir Un autre monde.
Un autre monde est un livre illustré publié en 1844 par l'éditeur parisien Henri Fournier. La conception et les illustrations sont de Grandville et le texte, de Taxile Delord.

## Description

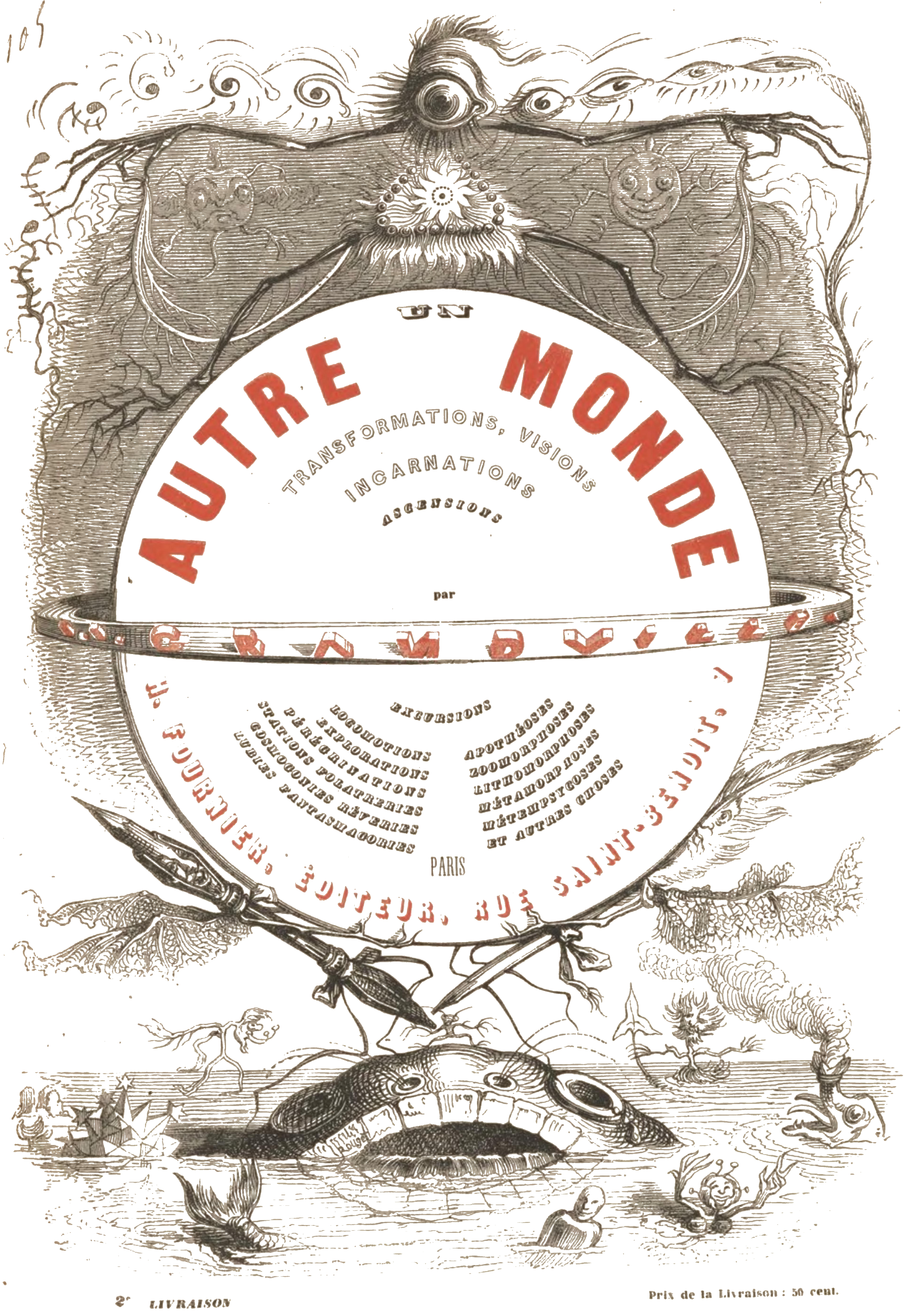
Page de présentation dUn autre monde

Le sous-titre de l'ouvrage est constitué d'un jeu phonique de désinences : « Transformations, visions, incarnations, ascensions, locomotions, explorations, pérégrinations, excursions, stations, cosmogonies, fantasmagories, rêveries, facéties, lubies, métamorphoses, zoomorphoses, lithomorphoses, métempsycoses, apothéoses et autres choses ». Il est publié sous la seule signature de Grandville, le nom de Delord n'apparaissant qu'incidemment, au bas de la page 292. Cet anonymat de l'auteur du texte est revendiqué dans un prospectus de 1843 : 

« Notre globe commençait à devenir vieux ; le besoin d'un autre monde se faisait généralement sentir [...] Le créateur de ce nouvel univers s'appelle Grandville [...] l'écrivain auquel Grandville a confié ses inspirations a compris que la meilleure preuve d'esprit qu'il pouvait donner dans cette circonstance était de garder l'anonyme. »

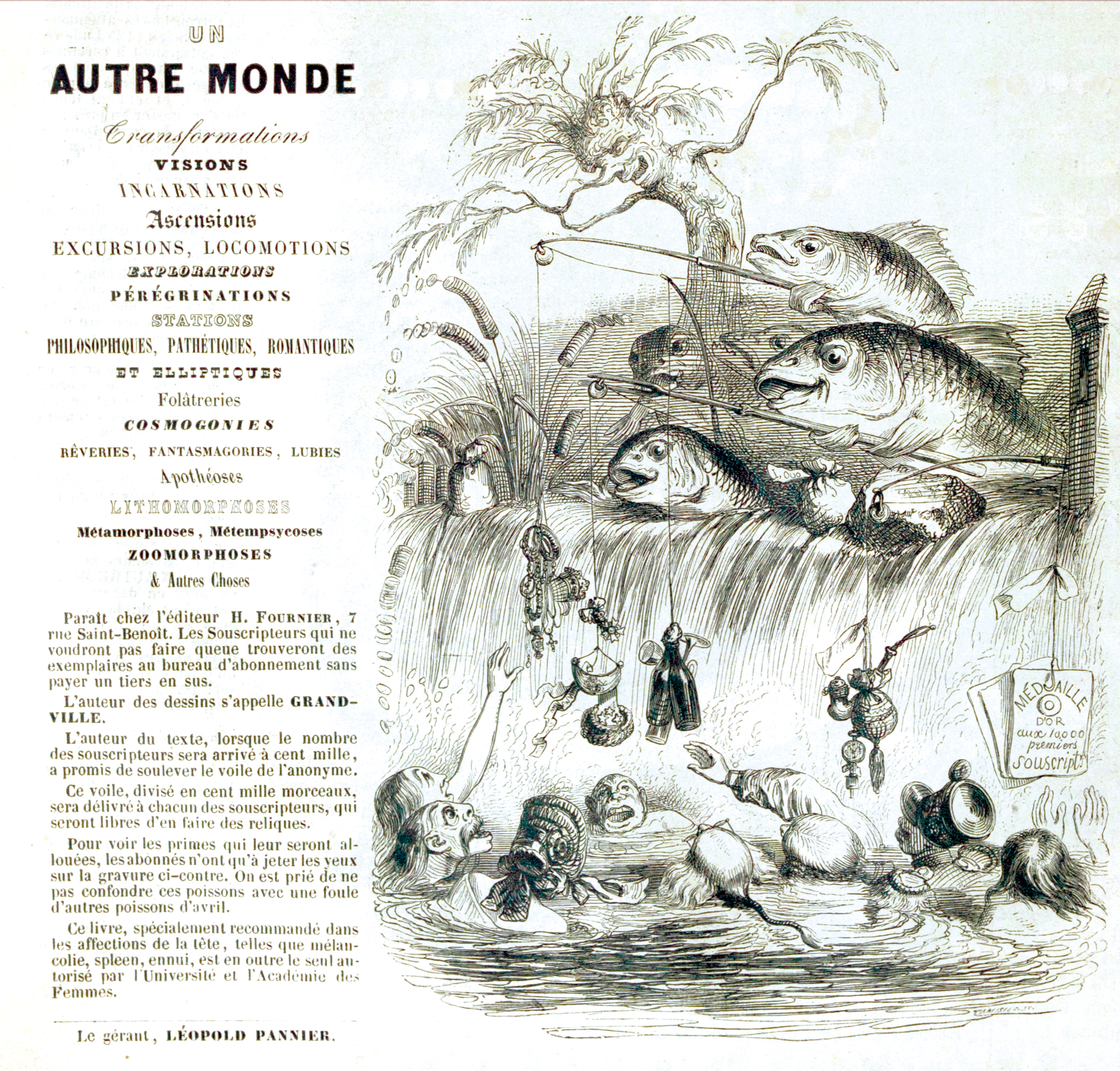
Détail du Charivari, 21 juillet 1843.

Conformément aux habitudes éditoriales de l'époque, le livre est publié en livraisons du 18 février 1843 au 11 novembre 1843, en 36 fascicules hebdomadaires, dont chacun est vendu au prix de cinquante centimes. L'ouvrage complet est mis en vente en 1844 au prix de 16 francs avec les gravures noires ou 18 francs avec les 36 planches hors texte coloriées.
La promotion de l'ouvrage est en partie assurée par la prépublication de quelques passages dans deux numéros spéciaux du Charivari, le 21 juillet et le 3 décembre 1843. Le premier de ces deux numéros donne une variante du sous-titre, dans un ordre différent et avec quelques ajouts, composée dans une grande variété de caractères : « Transformations, visions, incarnations, ascensions, locomotions, explorations, pérégrinations, excursions, stations, philosophiques, pathétiques, romantiques et elliptiques, folâtreries, cosmogonies, fantasmagories, rêveries, facéties, lubies, apothéoses, lithomorphoses, métamorphoses, métempsycoses, zoomorphoses et autres choses ». L'article ajoute que l'auteur « a promis de soulever le voile de l'anonyme » au cent millième exemplaire vendu.

## Contexte

### L'auteur, Grandville
Né Jean-Ignace-Isidore Gérard en 1803, Grandville est le fils d'un miniaturiste nancéien,« admirateur fanatique de Greuze et de Van Loo, [qui] lui avait de bonne heure mis le pinceau entre les doigts », et le petit-fils d'un comédien connu sous le nom de scène de Grandville.
Après trois années passées au lycée, l'adolescent rejoint l'atelier de son père. À seize ans, rapporte son ami Clogenson, « le jeune homme savait à peu près tout de ce que son père pouvait lui apprendre. Il saisissait la ressemblance avec une adresse merveilleuse — mais il ne flattait pas ses modèles » qui étaient « rarement satisfaits »,.
Entre 1828 et 1829, Grandville publie en livraisons chez le libraire parisien François Bulla une suite de 73 planches aquarellées sous le titre collectif Métamorphoses du jour, qui connaît un « succès prodigieux » et auquel l'artiste « doit sa célébrité ».
De 1830 à 1835, Grandville est, avec 122 lithographies, le contributeur le plus prolifique de La Caricature et devient le plus célèbre caricaturiste de presse en France,. Après la promulgation de la loi sur la presse du 9 septembre 1835, pour des raisons politiques, familiales et professionnelles,, il se convertit à l'illustration de livres.

### Transformations de l'édition illustrée
Cette adaptation s'inscrit dans un contexte plus large : tirant parti d'améliorations techniques comme la diffusion de la gravure sur bois de bout et la mécanisation de la production du papier vélin, les éditeurs spécialisés dans la caricature politique se tournent vers le livre illustré, avec un mode vente spécifique qui permet le fractionnement des coûts, la livraison de fascicules annoncés par des affiches de librairie illustrées. Ce développement donne lieu à la naissance de deux nouvelles professions, celle de l'éditeur, selon l'appellation dont se désigne Léon Curmer sur la page de Paul et Virginie (1838), qui est un « intermédiaire intelligent entre le public et tous les travailleurs qui concourent à la confection d’un livre », et l'illustrateur, dessinateur chargé, à l'instar de Jean Gigoux pour le Gil Blas publié par Paulin en 1835, de concevoir la profusion de vignettes, culs-de-lampe, bandeaux et ornements de toute nature qu'exige désormais la « littérature pittoresque »,, afin de satisfaire « l'attente du public élargi des « nouveaux lecteurs », pour lesquels l'image dans le texte est tout à la fois un repère, une nécessaire pause de lecture, et un embellissement ». Grâce à la flexibilité que permet la gravure sur bois de bout, ces images désormais se mélanger au texte, au lieu de le côtoyer sur une page imprimée séparément, comme l'impose la lithographie,. Désormais, l'ornement n'est plus confiné au début et à la fin d'un chapitre, mais, à l'instar de l'Histoire du roi de Bohême et de ses sept châteaux de Charles Nodier et Tony Johannot (1830), il surgit à des endroits imprévisibles, souvent au milieu du texte. La vignette — dont le sens original de « petite vigne » est lié au vocabulaire de l'enluminure —, caractérisée par l'absence de cadre et par le contraste entre la densité de son centre et la ténuité de sa périphérie qui disparaît progressivement dans la page, sans limite précise, fonctionne comme l'illustration romantique « par excellence », en brouillant la frontière entre l'art et la réalité,.
En 1836, l'éditeur Henri Fournier, envahi par la « fièvre des illustrations », charge Grandville d'illustrer les Œuvres complètes de Béranger. Il lui propose ensuite, en 1837, « de composer seulement [des] vignettes pour orner » les Fables de La Fontaine, rapporte Grandville en 1846, ajoutant : « je ne sais si l'on disait illustrer… le mot est si ambitieux ». Cette entreprise lui donne l'occasion de se familiariser avec « l'exécution sur bois », à laquelle il est encore « peu rompu » et qui « l'épouvante » encore. Ces Fables illustrées sont publiées en livraisons à partir de 1837,. L'ouvrage connaît un très grand succès et la collaboration avec Fournier se poursuit avec la publication du Gulliver de Swift (1838), puis en 1840 du Robinson Crusoé de Defoe.

### Collaboration entre Fournier et Grandville
Craignant alors l’essoufflement de Fournier après son « immense » investissement, Grandville se tourne vers Hetzel qui lui confie le projet des Scènes de la vie privée et publique des animaux (1840-1842). Hetzel, qui s'était jusque-là limité à publier des livres religieux, y fait collaborer l'illustrateur avec des auteurs en vue et souligne lui-même dans l'introduction que l'objet du livre est « d'ajouter la parole aux merveilleux animaux de Grandville ». En contrepartie de ce travail, Grandville reçoit de Hetzel près de dix mille francs, une somme alors « tout à fait considérable » mais s'engage à ne produire, jusqu'à « l'entier achèvement » de la publication, « aucun ouvrage contenant des animaux à moins que le nombre n'en soit tellement restreint que cela ne puisse véritablement constituer aucune infraction [...] et qu'il ne s'agisse pas d'un texte nouveau »,.

En 1843, il illustre un nouveau livre pour Fournier, les Petites Misères de la vie humaine, écrit par Paul-Émile Daurand-Forgues sous le pseudonyme d'Old Nick et dont le titre d'un chapitre, « Voyager c'est vivre » sera l'épigraphe d'Un autre monde,. Tout en entretenant des relations amicales avec Grandville,, avec lequel il collaborera pour les Cent Proverbes publiés par Fournier en 1845, Daurand-Forgues a une position nuancée sur la relation entre auteur et illustrateur qui peut aller jusqu'à un « antagonisme » : 

« Dans les livres illustrés où la vignette a le principal rôle, le texte est sacrifié. Ceci est une vérité bêtement incontestable, qui ne m'interdit pas d'écrire des choses que l'on illustre. »

La tension qui se met en place dans Les Petites Misères de la vie humaine entre l'illustrateur, qui propose des sujets, et l'auteur, qualifié par le premier de « collaborateur », préfigure la relation que mettra en scène Un autre monde.

Forgues et Grandville dans  Les Petites Misères de la vie humaine
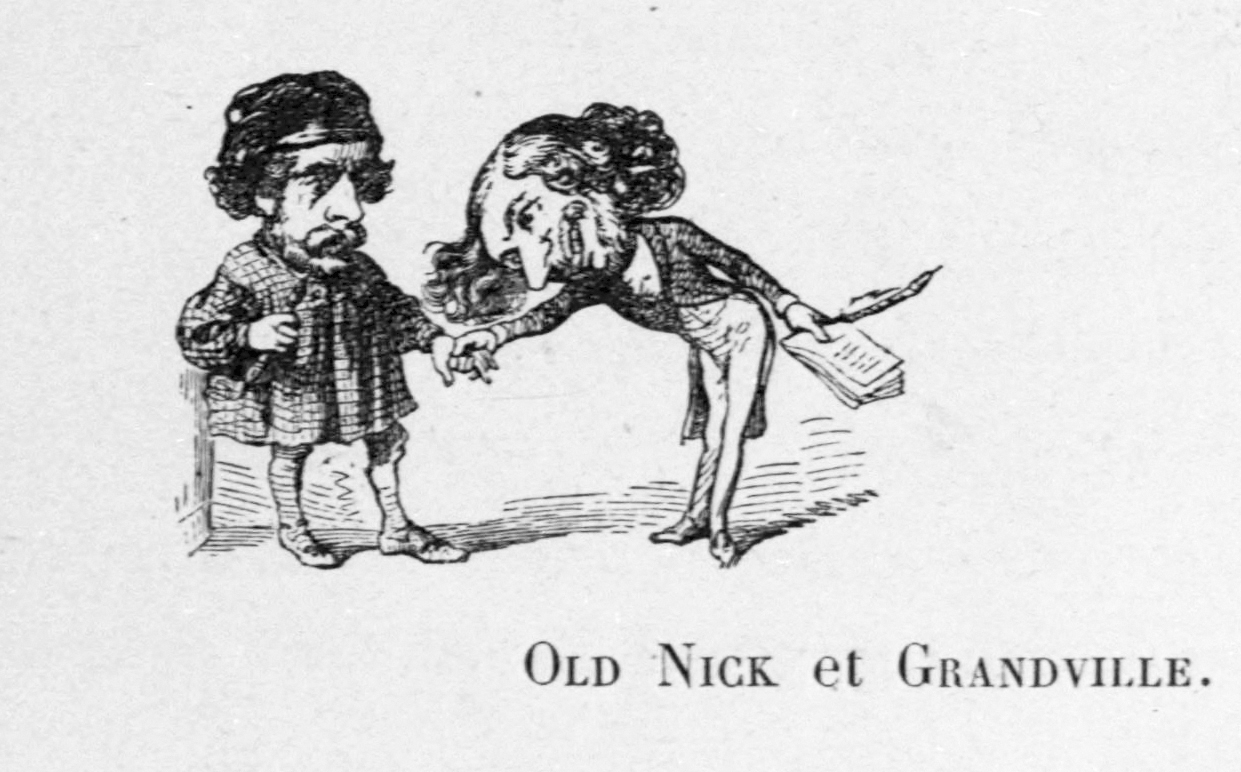
L'artiste, mine sévère, face à l'auteur, son cadet révérencieux, p.  111[N 10].
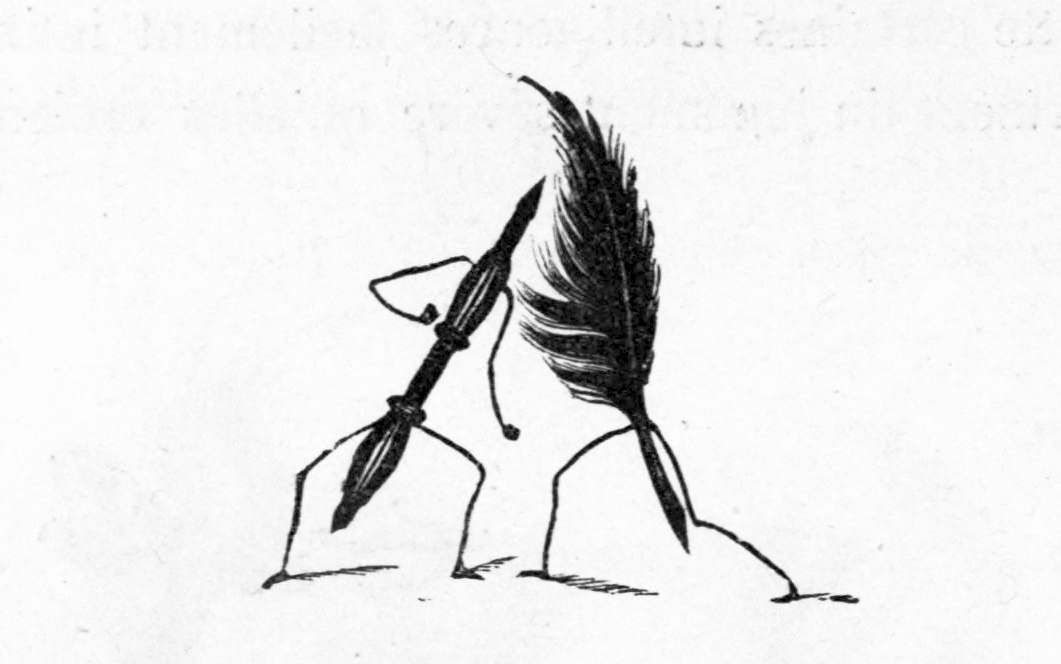
Lutte en ombre chinoise du crayon et de la plume, p.  492.
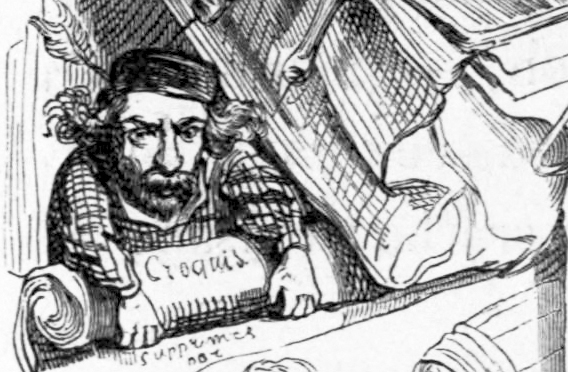
L'artiste courroucé, déroulant les croquis supprimés par l'auteur, p.  502 (détail).

## Genèse de l'ouvrage
Une des premières références au projet apparaît en 1841 dans la correspondance de Grandville avec Édouard Charton, l'éditeur du Magasin pittoresque, un hebdomadaire illustré auquel le dessinateur contribue assez régulièrement à partir de 1834. Dans une lettre de mars 1841, Grandville évoque 

« un ouvrage nouveau, arrêté et qui fera suite aux scènes de la vie des animaux. Nous avons un cadre immense, qui permettra, exigera même l'emploi de tous les croquis que je vous ai fait voir dans le temps : plantes animées, rêves, racourcis, hauts personnages, bas peuple, dessins naïfs, vapeur, vertus chimiques de la nature, éducation de la plante humaine, essais monstrueux de la nature, animaux antédiluviens, cristaux, minéraux, grotesques, etc., etc. [...] un gros bloc qui doit tirer tout son mérite de la nouveauté. »

Grandville ajoute dans la même lettre que l'éditeur de ce « gros bloc » à venir est un « amant jaloux, ne veut pas voir déflorer par votre presse mécanisante » et craint « toute ombre de ressemblance avec les scènes », une mention qui évoque la clause d'exclusivité sur les figurations animalières exigée par Hetzel dans le contrat relatif aux Scènes de la vie privée et publique des animaux. Il semble bien en effet, selon Philippe Kaenel, qu'il ait existé un projet d'une telle publication par Hetzel, qui n'aboutit pas.

Hetzel publie en revanche, en plusieurs livraisons, à partir du 10 décembre 1842, Voyage comme il vous plaira, avec des illustrations de Tony Johannot et un texte d'Hetzel (sous le pseudonyme de P.-J. Stahl) et d'Alfred de Musset, un récit de rêve d'un jeune homme amoureux et épris de littérature de voyage. Grandville accuse Hetzel et Johannot de lui avoir volé ses idées ; Johannot demande à Hetzel de répondre qu'il ne s'agit que d'une coïncidence et l'éditeur, de son côté, répond avec indignation et menace Grandville de duel. Grandville est alors contraint de concéder qu'il s'agit d'un malentendu et d'une coïncidence : 

« Je crois que Mr Tony Johannot a eu de son côté un projet plus ou moins analogue à celui que j'ai eu moi-même depuis longtemps [...] J'espère du moins que vous reconnaîtrez que mon projet n'était pas une idée vague comme vous avez commencé par le prétendre [...] tout en reconnaissant que le hasard peut produire une telle rencontre. »

Un avant-projet manuscrit conservé au musée d'Itami (ja) comporte différents essais de titre : Histoire de la forme humaine, Création du monde inverse par un témoin oculaire, Les Visions d'un autre monde, Un monde inconnu, ainsi que le développement sériel de sous-titres allitératifs inspirés par le Roi de Bohème de Charles Nodier et Tony Johannot : Visions, Pérégrinations, Transformations, Explorations, Excursions, Locomotions, Stations , etc. Le manuscrit comporte également un projet d'« annonce-frontispice » figurant un boulevard vu à vol d'oiseau, des deux côtés duquel sont tendues des toiles revêtues de messages publicitaires et au-dessus duquel une composition d'ornements, illustrant peut-être le proverbe « prendre des vessies pour des lanternes », est assortie d'une grosse caisse animée par une mécanique à vapeur. Un autre dessin du manuscrit montre une « macédoine » de croquis étalés autour d'un feuillet central et figure le livre à venir dont le schéma narratif s'organise à partir de « songes illustrés », à l'instar de la méthode décrite par Italo Calvino dans Le Château des destins croisés, où la disposition des cartes d'un tarot divinatoire est un instrument de production narrative,.

Pages de l'avant-projet
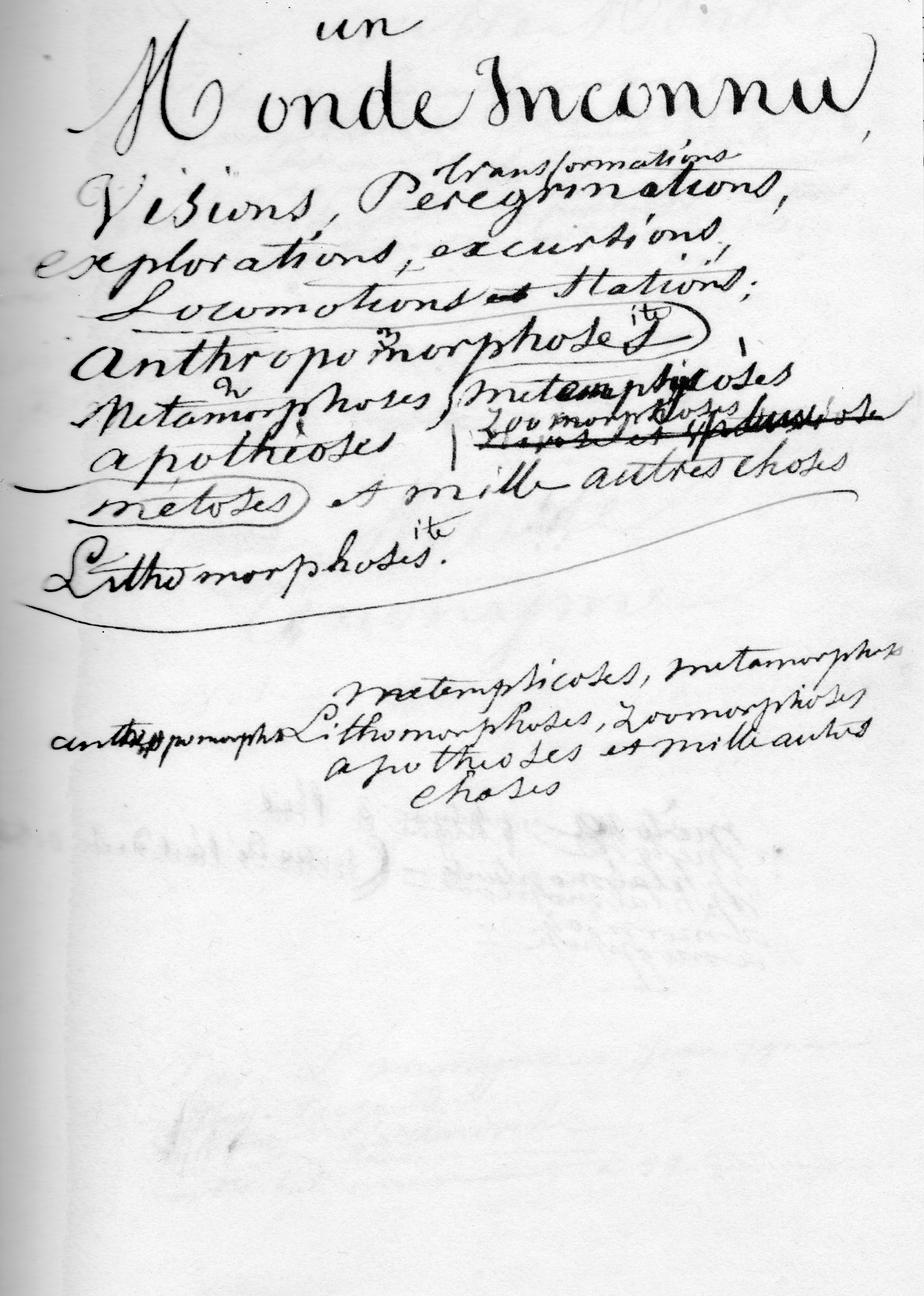
Page de titre, fo 7 ro.
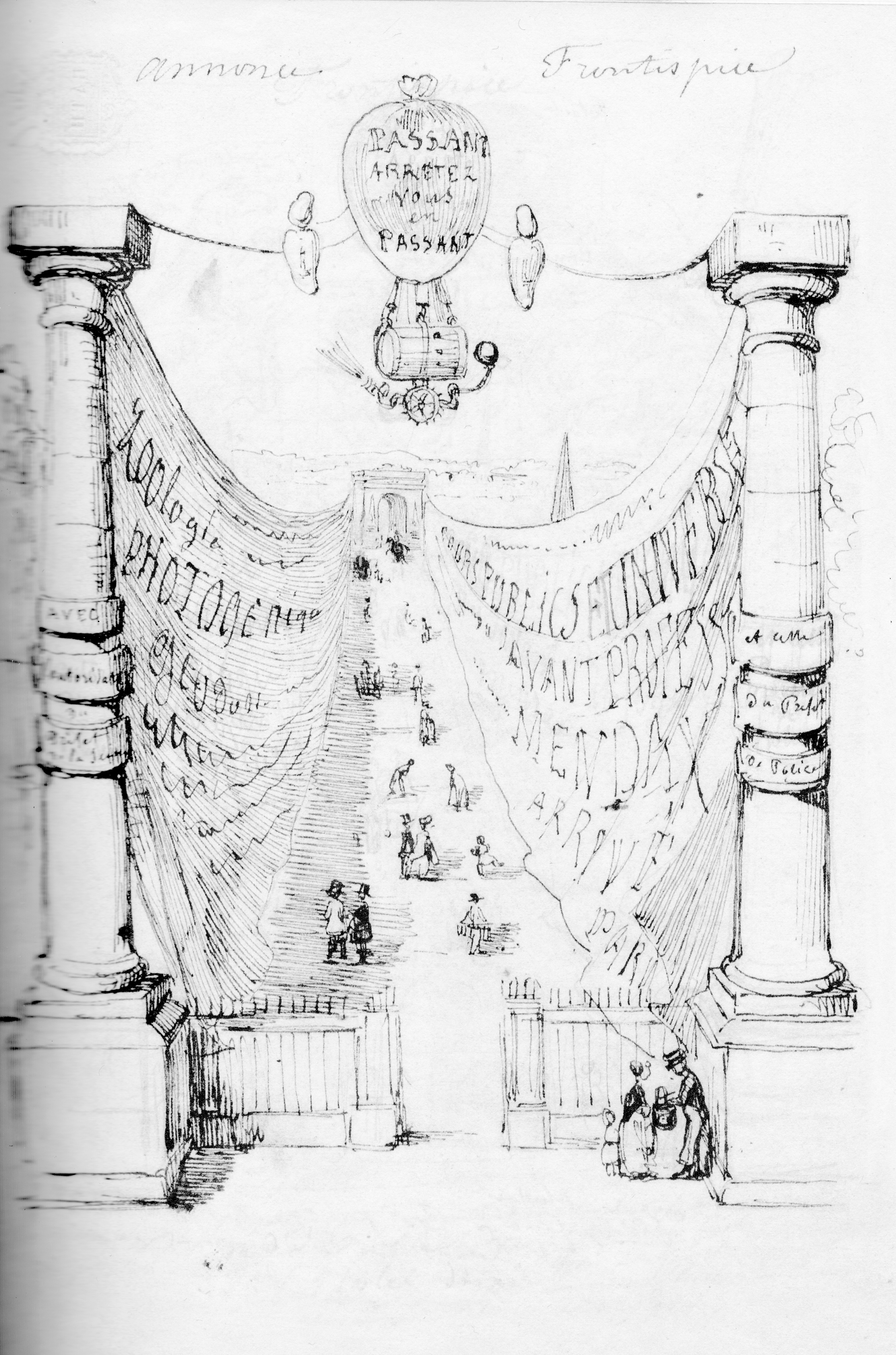
Annonce-frontispice, fo 4 ro.
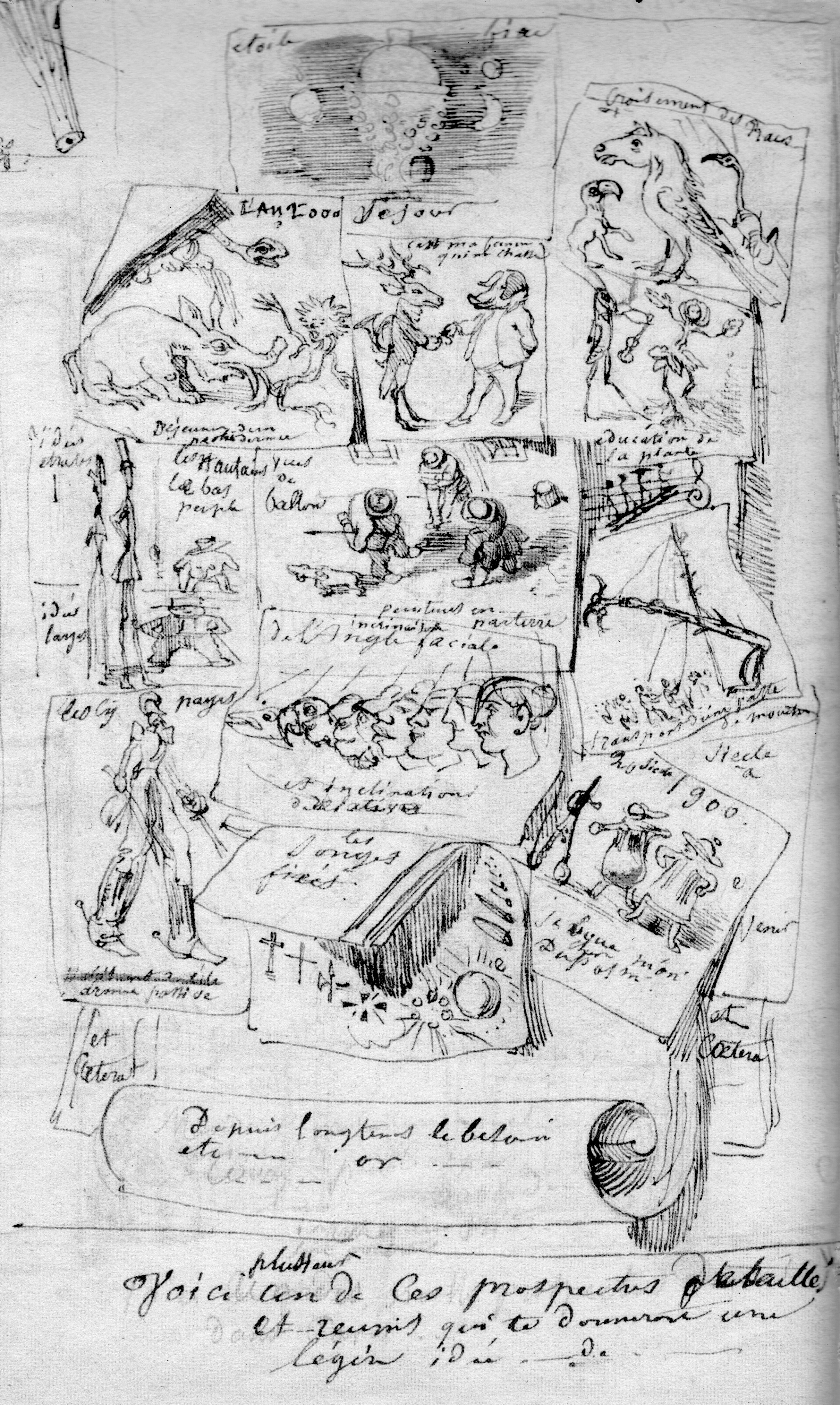
« Macédoine » de croquis, fo 4 vo.

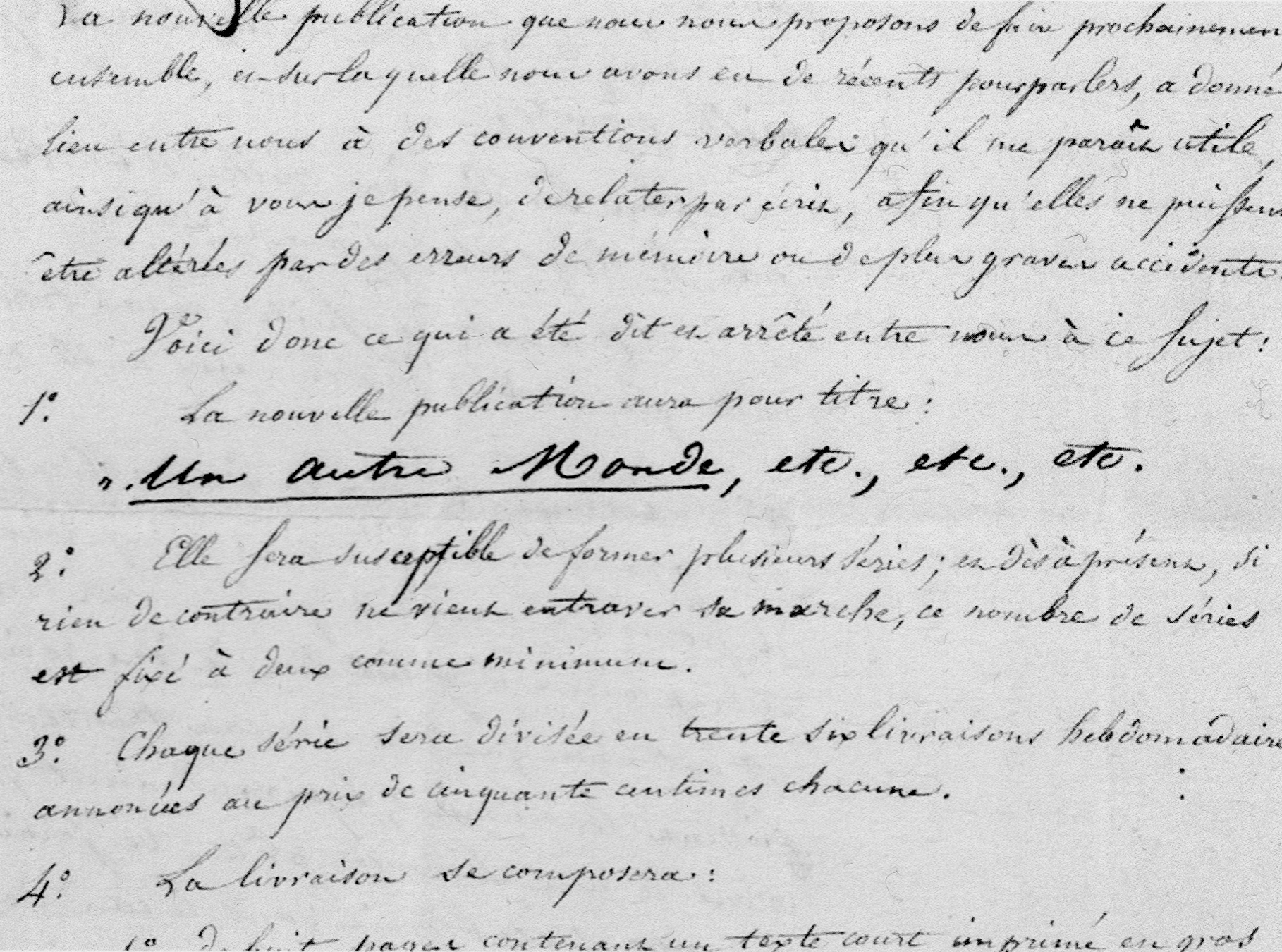
Extrait de la lettre-contrat de Fournier à Grandville, le 19 décembre 1842.

Le 19 décembre 1842, un mois après la parution du dernier fascicule des Petites Misères de la vie humaine, l'éditeur Fournier adresse à Grandville une lettre-contrat organisant la publication du nouvel ouvrage, dont l'achèvement est prévu pour les étrennes de 1844. Le contrat prévoit que la publication sera susceptible de former plusieurs séries, un minimum de deux étant envisagé et que chaque série est divisée en trente six livraisons hebdomadaires, au prix unitaire de cinquante centimes. La livraison se compose de « huit pages contenant un texte court imprimé en gros caractères, plus trois grandes vignettes, dont une pourra être remplacée [...] par deux vignettes plus petites [et] d'une grande vignette imprimée à part de la demi-feuille ». Le principe de rédaction est également précisé par l'éditeur : « le texte sera rédigé d'après vos notes par un littérateur [dont le choix n'est pas encore arrêté] dont le travail restera à ma charge ». Tous les frais de report sur bois sont supportés par le dessinateur. Le prix réglé à Grandville est fixé non par illustration mais forfaitairement à 8 000 francs par livraison, avec, ce qui est à l'époque un « cas unique », un supplément en cas de tirage supérieur à 5 000 exemplaires. La non-reconduction de la première série est prévue au contrat en cas d'insuccès, ce qui sera effectivement le cas, une seule série étant donc publiée du 18 février au 11 novembre 1843.
Le contrat indique qu’en plus des images faites par Grandville, il devra proposer un canevas détaillé pour son rédacteur. Trois brouillons autographes conservés au Musée Lorrain à Nancy montrent la manière dont Grandville travaillait : il élabore ses images à la suite de mots qui lui viennent à l’esprit puis dispose ses vignettes et le texte sur la page avec des annotations destinées à l’éditeur et à l’imprimeur expliquant ses principes de mise en page. Conformément à la lettre-contrat, le canevas détaillé est fourni au publiciste, permettant ensuite la rédaction du texte définitif.
C’est Taxile Delord qui est choisi pour écrire les textes d’Un autre monde. Ce publiciste, plusieurs fois rédacteur en chef du Charivari, sera également co-auteur de Grandville pour les Fleurs animées en 1857. Ici, le texte est rédigé d’après les illustrations, montrant un inversement du rapport entre écrivain (plume) et illustrateur (crayon). Ainsi, le nom de Taxile Delord ne figure pas en toutes lettres dans la page de titre mais seulement dans la vignette finale. On le voit également intervenir dans l’une des épigraphes quelques pages avant la fin puisque l’écrivain se donne la parole montrant son soulagement d’être parvenu au terme de sa tâche ingrate : “Ouf! Taxile Delord”.

## Thématiques

### La plume et le crayon

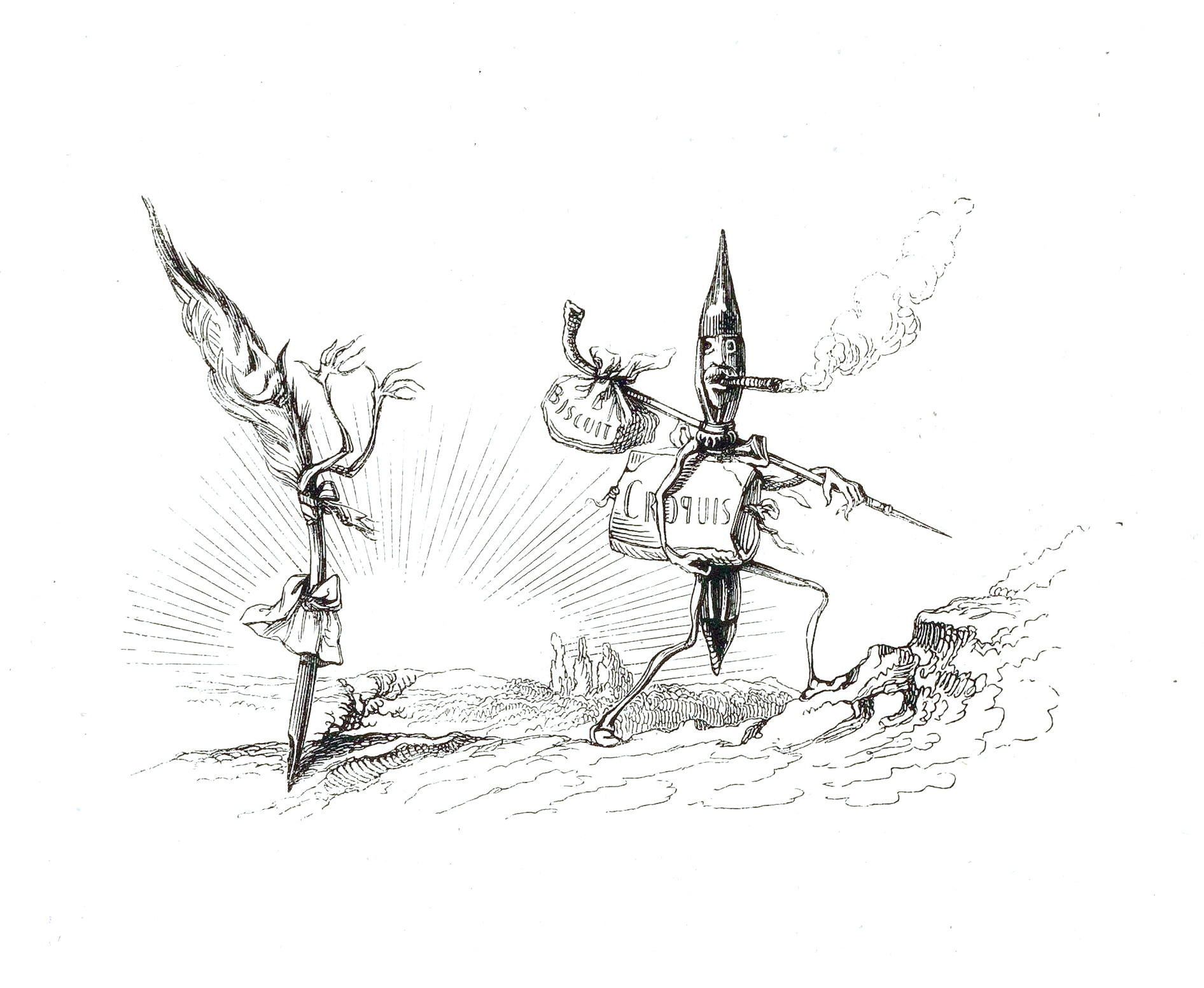
La clé des champs. Anastasie Souplebec souhaitant bonne chance à Bonaventure Point-aigue.

Grandville s’inscrit dans le courant de reconnaissance du statut et du métier d’illustrateur qui émerge dans les années 1830. En effet, Grandville veut imposer la place du dessinateur comme un acteur principal du dispositif éditorial du livre illustré romantique et tend à valoriser l’illustration non comme simple description du texte qu’elle  accompagne. Cela s’exprime tout particulièrement dans son livre Un autre monde où l’illustrateur a réalisé les illustrations avant de demander à Delord d’écrire le récit à partir d’elles. Ainsi, « l’hypothèse généralement retenue à propos d’un autre monde est celle de l’affirmation de la supériorité de l’image sur le texte, ce qui inverse la relation illustrative habituelle et remet en cause l’idée de l’alliance de la plume et du crayon ». Un autre monde s’ouvre par exemple avec  le chapitre La clé des champs, faisant intervenir un crayon, Bonaventure Point-aigue; une plume, Anastasie Souplebec ; et un canif, désignant respectivement par métonymie le dessinateur, l’écrivain et le graveur. Le Crayon revendique sa liberté par rapport à la Plume : “Gardez vos idées, et taillez de la besogne pour un autre. Vos inspirations ne me suffisent plus, votre tyrannie me fatigue; j’ai été trop modeste jusqu’ici, il est temps que l’univers apprenne à me connaître. Dès aujourd’hui, je prends LA CLE DES CHAMPS; je veux aller où me conduira ma fantaisie; je prétends moi-même me servir de guide : Vive la liberté!”. La Plume reproche ensuite au Crayon d’oublier leur passé commun et de prétendre pouvoir faire de nombreuses livraisons sans son aide. Le Crayon lui propose alors un nouveau type d’association : “Tu laisseras mes ailes se mouvoir librement dans l’espace; tu ne gêneras en rien mon essor vers les sphères nouvelles que je veux explorer”. Il propose ensuite à la Plume d’”écrire sous [sa] dictée” à partir de ce qu’il a pu observer seul lors de ses voyages. Ainsi, la Plume accepte avec condescendance de servir de secrétaire au Crayon, prévoyant son échec. Cette scène se clôt par un dessin du Crayon, partant avec son baluchon sur l’épaule et la Plume lui souhaitant ironiquement bon voyage. Un dessin préparatoire à une vignette de cette introduction laisse voir une annotation manuscrite anonyme qui exprime très bien la démarche d’auteur-illustrateur de Grandville dans Un autre monde : « Au rebours de ce qui se passe ordinairement, et alors que l’illustrateur d’un livre commence son travail, lorsque l’auteur l’a terminé, Grandville a fait les dessins de Un autre Monde, avant que le texte ne fut écrit : - Mr le Crayon a voulu marcher avant Mme la Plume ».

### Une satire de la société

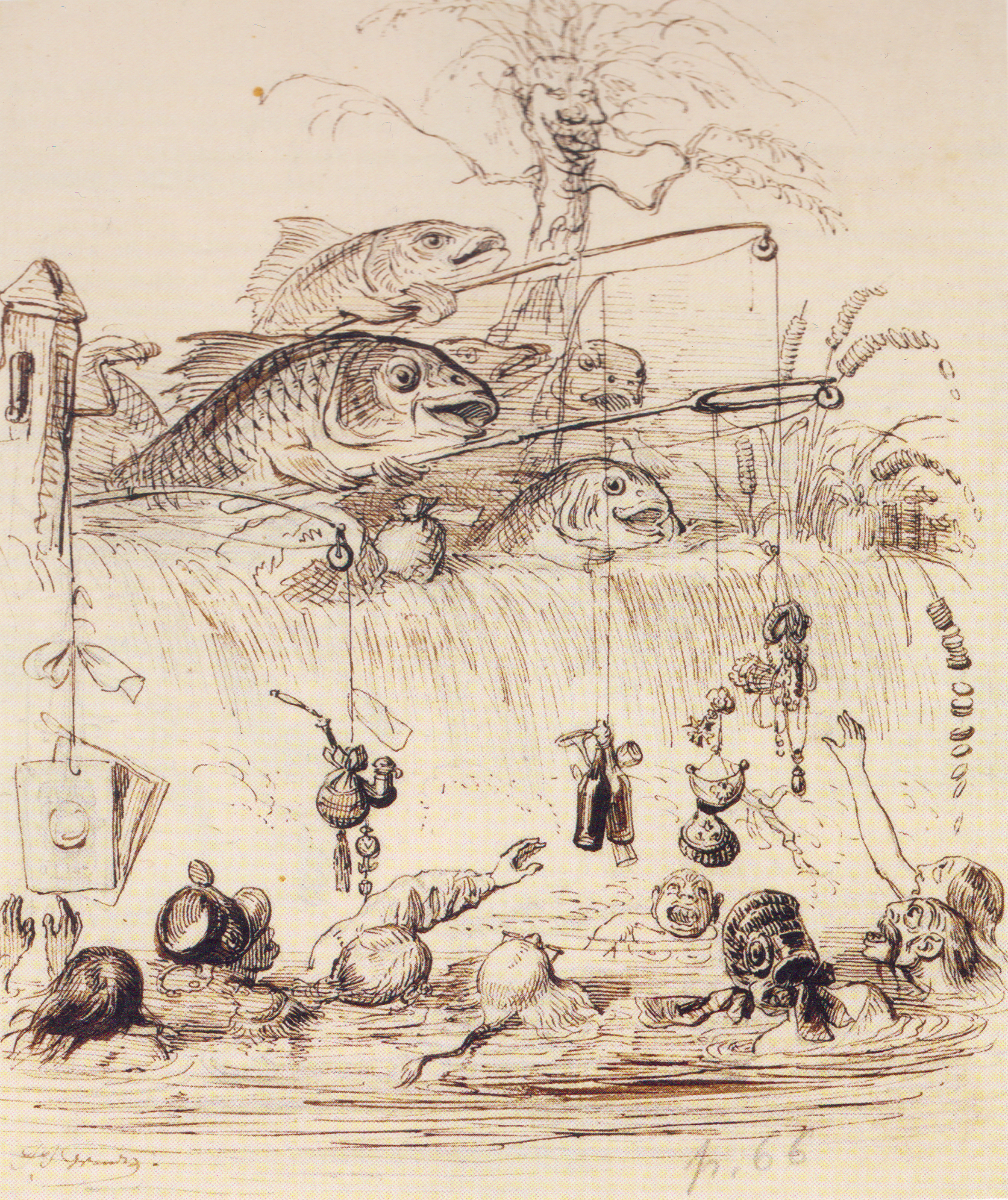
Les poissons d'avril

Même si Un autre monde dépeint en apparence un univers imaginaire complètement fantasmé, il aborde en réalité des thèmes contemporains de l’auteur, ce qui permet à ce dernier d’aborder sa société de manière de manière satirique. Le mode de vente par livraisons y est aussi sans doute pour quelque chose puisqu’il donne au livre la forme d’un journal paru par épisodes, ce qui influence aussi le cours du récit. En effet, les thèmes traités sont très souvent les mêmes que ceux traités par les journaux selon l’actualité. Ainsi, de nombreux épisodes d’Un autre monde font allusion à des évènements qui se sont vraiment déroulés. Par exemple, Le Louvre des marionnettes publié en mars accompagne l’ouverture du salon le 15 mars. Son illustration Les poissons d’avril, « critique du système d’appât que représente le livre illustré romantique en allant à la pêche aux lecteurs à grands renforts de prospectus et de colifichets », est justement publié au mois d’avril.

### Les appareils optiques et les jeux

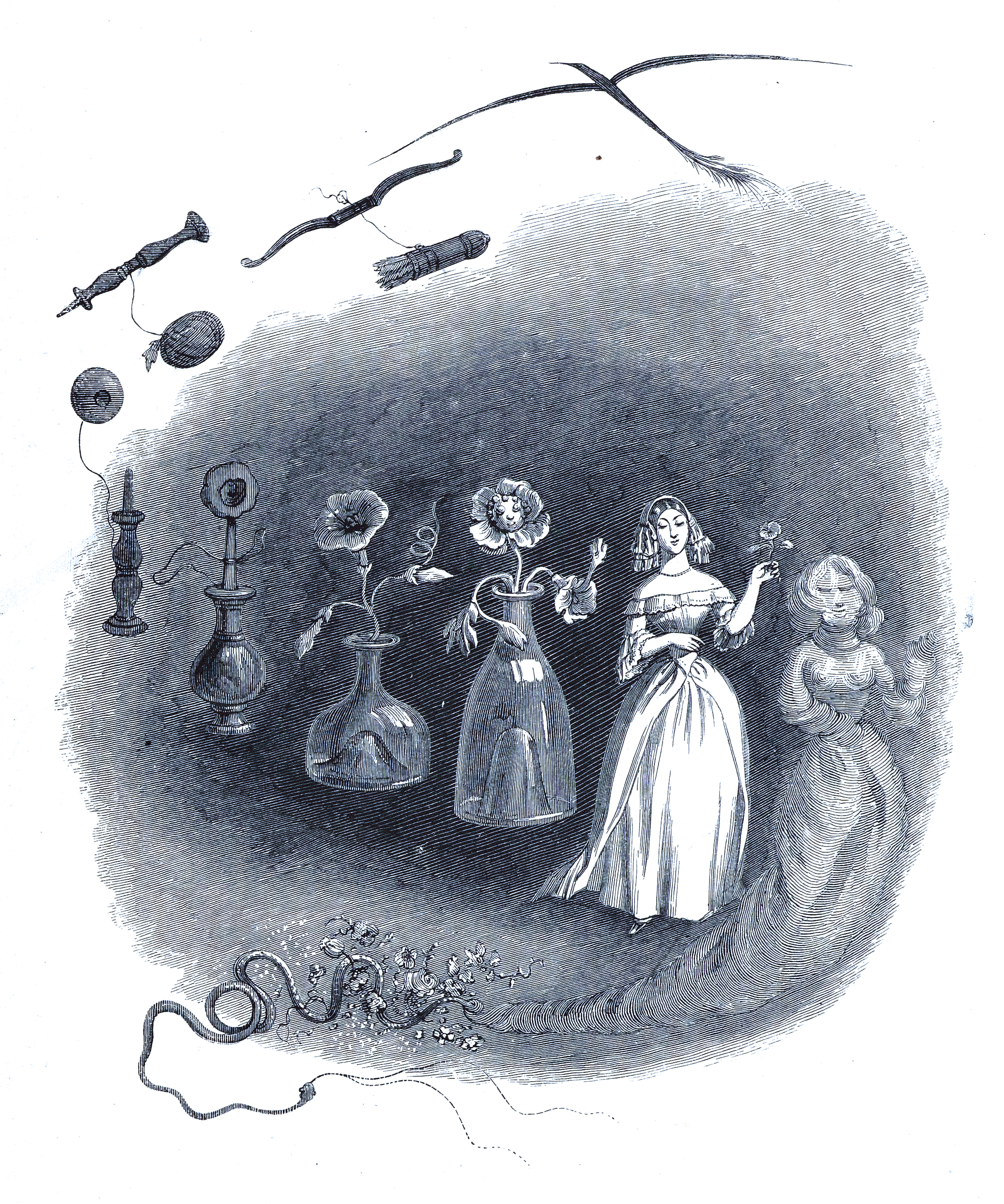
Métamorphoses du sommeil

Un autre monde présente un univers imaginaire peuplé de visions étranges et fantasmagoriques. En effet, le regard, les effets visuels et les déformations de l’optique sont des thèmes tout à fait centraux du livre.  Pour produire ces images, Grandville a également été beaucoup inspiré par les instruments d’optique développés au XIXème siècle qui bénéficient des progrès scientifiques et techniques dans le domaine. De nouvelles images, qui tentent de dépasser l’image fixe, se diffusent et connaissent un succès populaire majeur dans une société où les loisirs et les divertissements occupent une place de plus en plus importante. Le succès des instruments d’optique et des différentes techniques imprègne donc l'œuvre de Grandville. On peut par exemple cerner l’influence des possibilités de distorsion offertes par les plaques de verre colorées qui permettent de superposer des plaques de verre peintes et donc de faire apparaître des figures chimériques et combinées, effet visuel et créatif particulièrement apprécié de Grandville qui multiplie les créatures mi-hommes, mi-animal ; les chimères animales etc. On voit également chez Grandville un goût pour la décomposition du mouvement. On peut ainsi citer certains dessins qui ne sont pas sans rappeler les certains jeux comme le folioscope, le zootrope ou encore le phénakistiscope et qui annoncent déjà des procédés comme la chronophotographie tels que Métamorphoses du sommeil qui dépeint une femme se transformant en fleur en détaillant chacune des étapes successives de cette transformation. 

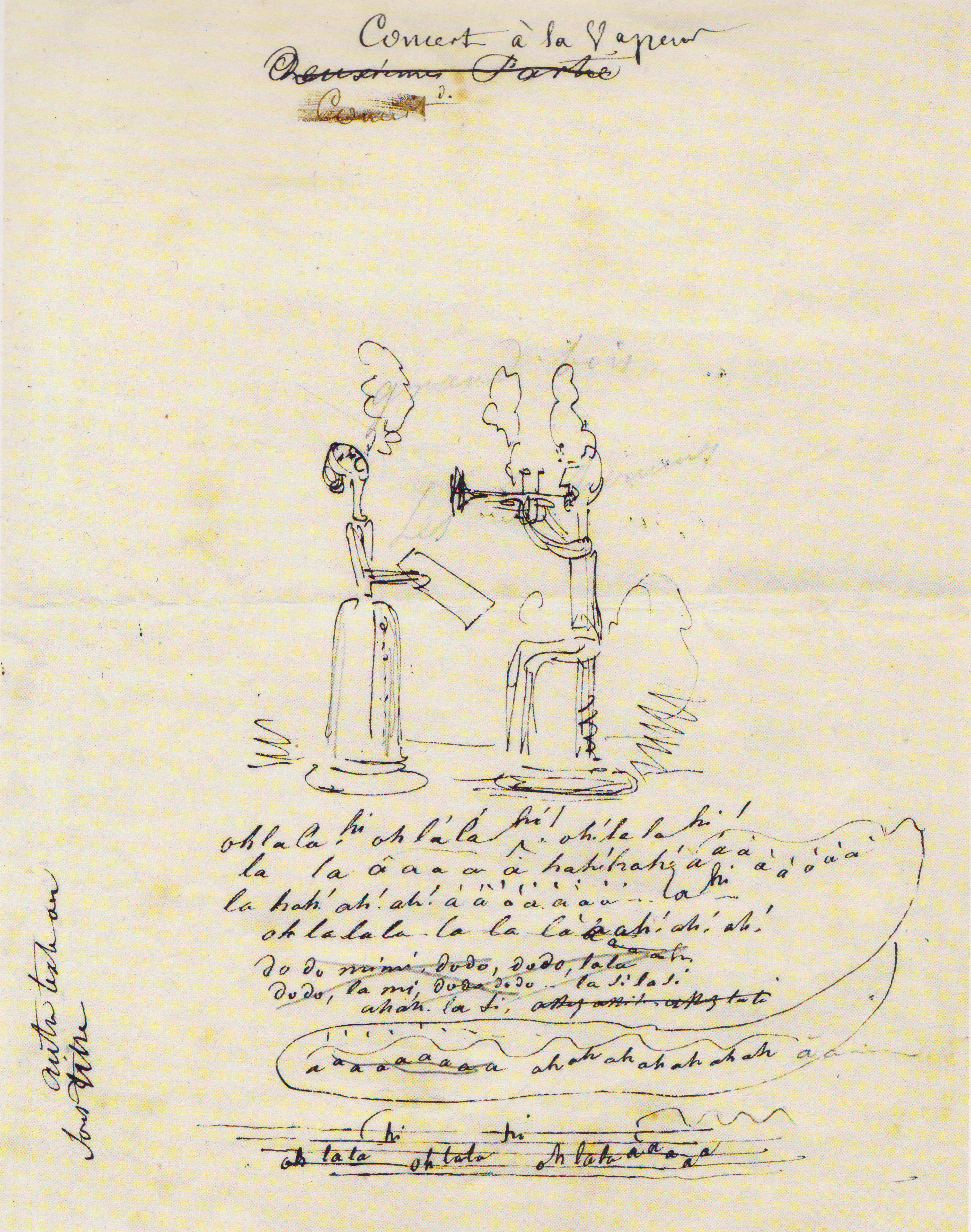
Le Concert à la vapeur

On peut aussi trouver, dans le travail de Grandville, un écho aux effets d’optique permis par des jeux de miroirs alors très en vogue. On trouve par exemple souvent dans son œuvre, le motif du miroir et du reflet, procédé très utile ici puisqu’il permet justement de montrer un monde inversé.
La technologie est aussi présente de manière générale dans Un autre monde, comme dans Le Concert à la vapeur qui fait allusion aux chemins de fer. John Tresch considère que l'œuvre et ses illustration s'inscrivent dans les réflexions du XIXème siècle sur la distinction entre l'humain et la nature. Plus particulièrement, l'humain apparaît alors à cette époque comme un "second créateur", capable de façonner la nature à son image.

## Résumé
Préface —  La Clé des champs.
Le Crayon (le dessinateur) dit à la Plume (l'écrivain) qu'il veut prendre sa liberté et ne plus seulement illustrer les créations de cette dernière. Il part pour l'inconnu et la chargera de décrire ses découvertes à son retour.
Chapitre I —  Apothéose du docteur Puff.
Le docteur Puff, neveu de Robert Macaire, à court d'expédients, décide de fonder une nouvelle religion à l'exemple des utopies socialistes, le Néo-Paganisme.
Chapitre II — L'Univers au scrutin.
Puff s'associe à deux autres « néo-dieux », Krackq et Hahblle, pour parcourir l'univers et rassembler la matière d'un livre. Le premier explorera la terre, le second la mer et le troisième le ciel.
Chapitre III — Concert à la vapeur.
Puff produit un concert avec des vocalistes en bronze et des instruments à la vapeur, afin de satisfaire le goût du public pour la musique tonitruante.
Chapitre IV — La Rhubarbe et le Séné.
Le rédacteur en chef d'une revue, qui doit une faveur à Puff, publie une recension flatteuse du concert, rédigée par Puff lui-même.
Chapitre V — La Terre en plan.
Hahblle, voyageant en ballon, voit la terre du ciel.
Chapitre VI — À vol et à vue d'oiseau.
Poursuite du voyage aérien de Hahblle.
Chapitre VII — Le Carnaval en bouteille.
Puff trouve une bouteille jetée à la mer par Krackq contenant un manuscrit de ce dernier sur un carnaval sous-marin auquel il a assisté.
Chapitre VIII — Caractères travestis et travestissements de caractère.
Le manuscrit de Krackq donne à Puff l'idée de vendre des « déguisements physiologiques » de « néo-carnaval » dévoilant l'identité réelle de leurs porteurs.
Chapitre IX — Le Royaume des marionnettes.
Poursuivant son voyage aérien, Hahblle arrive au royaume des marionnettes où il assiste à un ballet.
Chapitre X — Une révolution végétale.
Puff écrit à Krackq pour l'informer d'une conspiration des plantes pour se débarrasser de la domination humaine.
Chapitre XI — Un voyage d'avril.
Extraits d'un récit de voyage éponyme publié par Puff, scènes du 1er avril.
Chapitre XII — Toujours comme à Longchamps.
Autres extraits du récit de Puff, scènes à Longchamps.
Chapitre XIII - Le Royaume des marionnettes.
Hahblle, poursuivant son voyage, rencontre des artistes.
Chapitre XIV — Le Louvre des marionnettes.
Hahblle visite le Louvre local.
Chapitre XV — Une éclipse conjugale.
Une marionnette révèle à Hahblle un secret des cieux, les éclipses sont dues à des disputes conjugales entre le soleil et la lune.
Chapitre XVI — Les Amours d'un pantin et d'une étoile.
Poursuite des confidences à Hahblle de la marionnette qui lui raconte sa propre histoire.
Chapitre XVII — Une après-midi au Jardin des plantes.
Suite du message dans la bouteille de Krackq, il visite un zoo.
Chapitre XVIII — Une après-midi au Jardin des plantes.
Suite de la visite au zoo de Krackq.
Chapitre XIX — La Mort d'une immortelle.
Conversation de Puff avec une fleur.
Chapitre XX — Locomotions aériennes.
Puff, continuant à rassembler les éléments d'un livre de voyage, expérimente différents types de voyage aérien.
Chapitre XXI — Les Mystères de l'infini.
Hahblle continue ses voyages dans les cieux et rapporte l'explication de divers phénomènes célestes.
Chapitre XXII — Les Quatre Saisons.
Hahblle rencontre les responsables du changement des saisons.
Chapitre XXIII — Les Marquises.
Puff visite une île dont les habitants sont habillés à la mode de la cour de Louis XV.
Chapitre XXIV — Les Grands et les Petits.
Puff découvre des îles où les différences sociales s'expriment en termes de taille.
Chapitre XXV — La Jeune Chine.
Puff arrive en Chine où il rencontre des partisans du progrès.
Chapitre XXVI — Une journée à Rheculaneum.
Poursuite du voyage de Krackq et arrivée à une capitale de l'antiquité inspirée d'Herculaneum.
Chapitre XXVII — Macédoine céleste. Dieux, Anges, Démons.
Poursuite du voyage de Hahblle qui croise Cupidon près du pôle Nord.
Chapitre XXVIII — Course au clocher conjugal.
Puff envisage de se marier puis change d'avis.
Chapitre XXIX — Les Plaisirs des Champs-Élysées.
Krackq rêve qu'il visite les Champs-Élysées et y rencontre des personnages illustres.
Chapitre XXX — L'Enfer de Kracq pour faire suite à L'Enfer de Dante.
Poursuite aux enfers du rêve de Krackq.
Chapitre XXXI — Les Noces du puff et de la réclame.
Après avoir échappé à des vieilles filles, Puff épouse la Réclame.
Chapitre XXXII — Les Métamorphoses du sommeil.
Rêve de Hahblle causé par un élixir que lui a donné Cupidon.
Chapitre XXXIII — La Meilleure forme de gouvernement.
Krackq revient sur terre et discute avec Puff des formes de gouvernement.
Chapitre XXXIV — La Fin de l'un et de l'autre monde.
Retour sur terre de Hahblle. Les trois néo-dieux envisagent un nouveau déluge.
Épilogue
Arrivés au terme du voyage, le Crayon et la Plume conviennent que l'autre monde est un chef-d’œuvre.